# Estadio La Cartuja
El Estadio La Cartuja de Sevilla,

es un recinto multiusos de la ciudad de Sevilla, España, ubicado en la isla de la Cartuja, compartida con el municipio colindante de Santiponce. Se inauguró el 5 de mayo de 1999 con una capacidad de 58.932 espectadores, pero tras una reforma y ampliación durante los años 2024-2025 se pasó hasta los 70.000 espectadores actuales; es el estadio más grande de Andalucía y el tercero de España, solo detrás del Camp Nou de Barcelona y del estadio Santiago Bernabéu. Desde la temporada 2019-20 ha sido la sede de la final de la Copa del Rey de fútbol. 
La instalación se construyó para albergar el Mundial de Atletismo de 1999 y formar parte de las candidaturas olímpicas de Sevilla para las ediciones de 2004 y 2008. Está gestionado por la «Sociedad Estadio Olímpico de Sevilla S.A.», participada por la Junta de Andalucía (40 %), el Gobierno de España (25 %); el Ayuntamiento de Sevilla (19 %), la Diputación (13 %) y un 3 % repartido entre los dos mayores clubes de fútbol de la ciudad: el Real Betis y el Sevilla FC.

## Historia

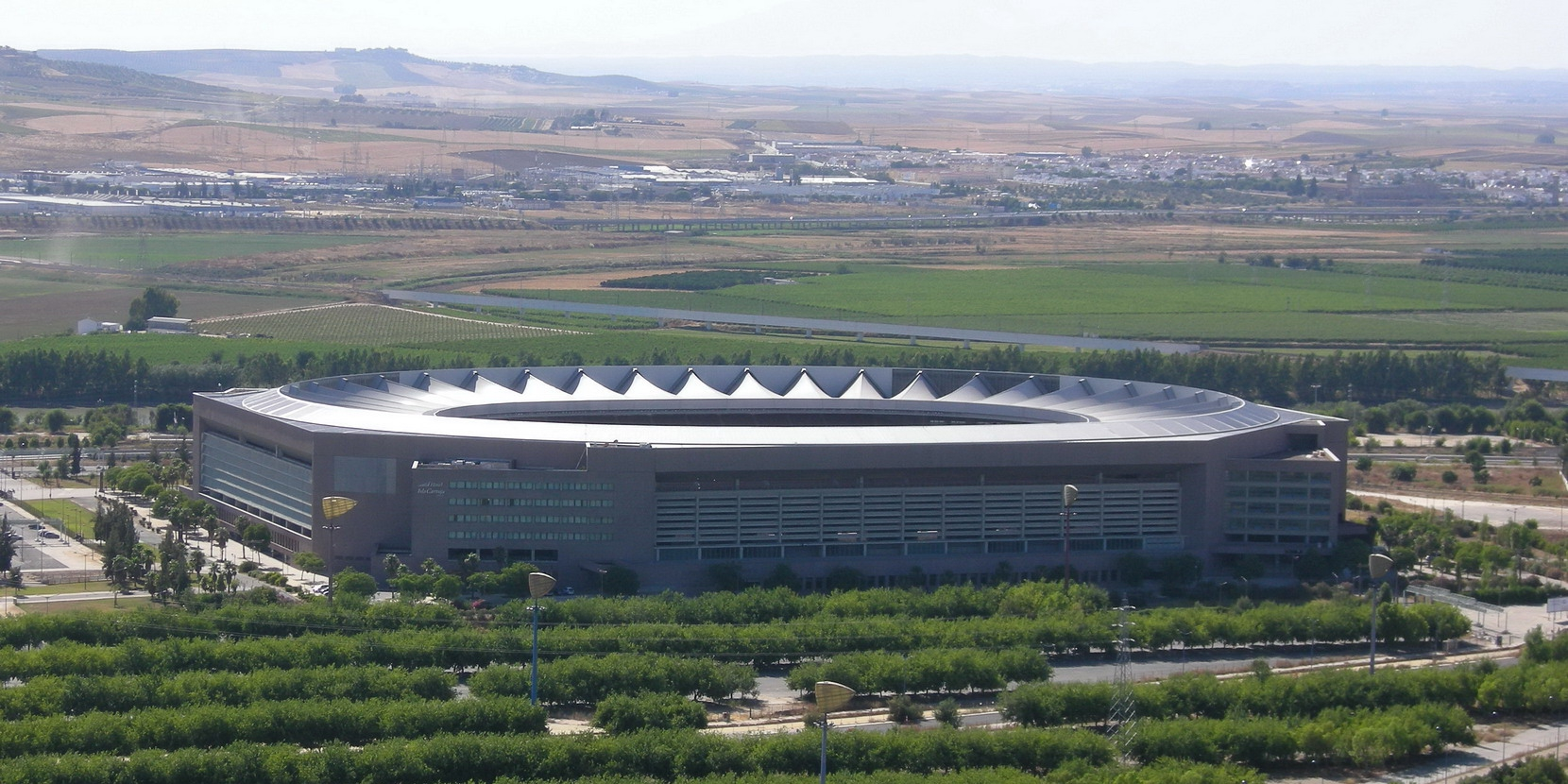
Vista exterior

Ubicado en la isla de la Cartuja, lugar de emplazamiento del monasterio de la Cartuja (de donde proviene el nombre), junto al recinto de la Exposición Universal de Sevilla 1992, actualmente reconvertido en el Parque Científico y Tecnológico Cartuja se encuentra urbanizado en un 57 % sobre terrenos del municipio colindante de Santiponce.
El estadio fue inaugurado por los Reyes de España el 5 de mayo de 1999 en el partido internacional de fútbol entre las selecciones de España y Croacia, con resultado de 3-1. A partir del 20 de agosto de 1999 albergó el VII Campeonato Mundial de Atletismo de la IAAF, evento que motivó su construcción.
La idea de la Sociedad Estadio Olímpico de Sevilla era que una vez finalizado el Mundial de Atletismo se produjera el traslado de los dos grandes clubes de la ciudad, el Betis y el Sevilla, de forma que usasen como sede el estadio alternando una semana los seguidores de uno y otro club, como se hace en diversos estadios italianos, compromiso que ambos clubes habían rubricado al entrar a formar parte de dicha sociedad. Finalmente, los aficionados de ambos clubes mostraron su descontento con esta idea inicial, lo que derivó en que ninguno de estos lo tomara como sede permanente de competición. En la actualidad, el estadio se explota como sede para albergar grandes espectáculos escénicos y deportivos, además de ser sede de numerosas empresas y organismos.

## Deporte
En este estadio multiusos se han disputado competiciones de atletismo, destacando aquella para el que fue construido, el Mundial de Atletismo de la IAAF de 1999. Anteriormente había sido sede del Campeonato de España de Atletismo de ese mismo año.
En tenis, el estadio ha albergado dos de las cuatro finales de Copa Davis disputadas en España (las otras dos fueron en el Palau Sant Jordi de Barcelona). En 2004 albergó, del 3 al 5 de diciembre, la final entre las selecciones nacionales de España y Estados Unidos, con triunfo para el combinado español por 3–2. Esta victoria supuso la segunda «ensaladera» para el equipo español. Siete años después, en 2011, volvió a diputarse la final de la Copa Davis en este estadio, tras adaptarse para el evento un aforo de 27 700 espectadores. Se enfrentaron España y Argentina, con nueva victoria de los anfitriones, que se alzaron con su quinta Copa Davis.
En fútbol, ha albergado seis encuentros internacionales de la selección española, entre ellos el inaugural del estadio el 5 de mayo de 1999, y otros dos de la selección andaluza. A nivel de clubes, ha acogido tres finales nacionales de Copa del Rey, en 1999 entre el Valencia y el Atlético de Madrid, en 2001 entre el Celta de Vigo y el Zaragoza y en 2022 entre el Betis y el Valencia. A nivel continental, albergó la final de la Copa UEFA 2003 entre Celtic de Glasgow y el Oporto.
| Rival        | Fecha                   | Resultado | Competición        |
| ------------ | ----------------------- | --------- | ------------------ |
| Croacia      | 5 de mayo de 1999       | 3-1       | Amistoso           |
| Argentina    | 17 de noviembre de 1999 | 0-2       | Amistoso           |
| Países Bajos | 15 de noviembre de 2000 | 1-2       | Amistoso           |
| China        | 3 de junio de 2012      | 1-0       | Amistoso           |
| Alemania     | 17 de noviembre de 2020 | 6-0       | Liga de Naciones   |
| Kosovo       | 31 de marzo de 2021     | 3-1       | Clas. Mundial 2022 |
| Suecia       | 14 de noviembre de 2021 | 1-0       | Clas. Mundial 2022 |

| Rival      | Fecha                   | Resultado | Competición |
| ---------- | ----------------------- | --------- | ----------- |
| Túnez      | 27 de diciembre de 2001 | 3-3       | Amistoso    |
| Peace Team | 27 de diciembre de 2006 | 3-1       | Amistoso    |

| Fecha               | Partido                             | Resultado     | Competición              |
| ------------------- | ----------------------------------- | ------------- | ------------------------ |
| 26 de junio de 1999 | Atlético de Madrid - Valencia C. F. | 0 - 3         | Copa del Rey 1999        |
| 30 de junio de 2001 | Celta de Vigo - Real Zaragoza       | 1 - 3         | Copa del Rey 2001        |
| 17 de enero de 2021 | F. C. Barcelona - Athletic Club     | 2 - 3         | Supercopa de España 2021 |
| 3 de abril de 2021  | Athletic Club - Real Sociedad       | 0 - 1         | Copa del Rey 2020        |
| 17 de abril de 2021 | F. C. Barcelona - Athletic Club     | 4 - 0         | Copa del Rey 2021        |
| 23 de abril de 2022 | Real Betis - Valencia C. F.         | (5) 1 - 1 (4) | Copa del Rey 2022        |
| 7 de mayo de 2023   | Real Madrid C. F. - C. A. Osasuna   | 2 - 1         | Copa del Rey 2023        |
| 6 de abril de 2024  | Athletic Club - R. C. D. Mallorca   | (4) 1 - 1 (2) | Copa del Rey 2024        |
| 26 de abril de 2025 | F. C. Barcelona - Real Madrid C. F. | 3 – 2         | Copa del Rey 2025        |

| Fecha              | Partido                     | Resultado | Competición          |
| ------------------ | --------------------------- | --------- | -------------------- |
| 21 de mayo de 2003 | F. C. Oporto - Celtic F. C. | 3 - 2     | Copa de la UEFA 2003 |

En 2007 el Betis disputó algunos partidos de Liga como local en este estadio debido a que su propio estadio había sido clausurado por incidentes en el Betis-Sevilla de Copa del Rey. Los béticos aprovecharon el hecho de que la mayor parte del estadio se encuentra en otro término municipal diferente de Sevilla para jugar los partidos de exilio lo más cerca posible de su casa. Durante cinco años, entre 2020 y 2024, ha sido la sede de la final de la Copa del Rey.
Entre 2019 y parte de 2020 no se celebraron espectáculos ni eventos deportivos por el estado de la cubierta. Este año se acometió la reparación para albergar cuatro finales de la Copa del Rey a partir de la temporada 2019/2020.
El estadio ha sido incluido en julio de 2024 en el denominado «libro de candidatura» propuesto por la Real Federación Española de Fútbol como candidato a albergar encuentros en España de la Copa Mundial de Fútbol de 2030 que se disputará también en Portugal y en Marruecos y para el que se está reacondicionando.

### Eurocopa 2020
El Estadio de La Cartuja albergó cuatro partidos de la Eurocopa 2020, tres encuentros correspondientes al Grupo E y un partido de octavos de final, con aforo restringido debido a la pandemia de COVID-19.
| Fecha               | Selección #1 | Resultado | Selección #2 | Ronda                 | Espectadores |
| ------------------- | ------------ | --------- | ------------ | --------------------- | ------------ |
| 14 de junio de 2021 | España       | 0–0       | Suecia       | Primera fase, Grupo E | 12 517       |
| 19 de junio de 2021 | España       | 1–1       | Polonia      | Primera fase, Grupo E | 11 742       |
| 23 de junio de 2021 | Eslovaquia   | 0–5       | España       | Primera fase, Grupo E | 12 580       |
| 27 de junio de 2021 | Bélgica      | 1–0       | Portugal     | Octavos de final      | 11 504       |

### Otros deportes
Entre el 30 de abril y el 1 de mayo de 2022, el estadio sirvió como sede para la final de la Copa del Rey de Rugby de 2022, tras el comunicado emitido por la Federación Española de Rugby (FER). En el mismo comunicado, la FER cedió la organización del evento al Ciencias Rugby Club con motivo de la celebración del 50º aniversario del club hispalense, con el respaldo de la Consejería de Educación y Deporte de la Junta de Andalucía.

## Eventos musicales
Ha albergado multitudinarios conciertos, como el de los participantes de Operación Triunfo 2001 celebrado el 17 de mayo de 2002 ante 60 000 personas, AC/DC en junio del 2010 (Black Ice Tour), Maná, Héroes del Silencio durante su gira de regreso Héroes del Silencio Tour 2007, Madonna y U2; este último es el que más espectadores tuvo y el que más ingresos generó. El grupo Depeche Mode tuvo el 12 de julio de 2009 como fecha prevista para su concierto en Sevilla, pero se canceló unos días antes de su celebración. Bruce Springsteen actuó en este estadio en 2009 y abrió su gira de 2012 en este lugar.
También acoge grandes festivales de música electrónica, donde actúan grandes Djs y productores nacionales e internacionales. Como el 15.º Aniversario de Satisfaxion el 5 de junio de 2010. El Summer Festival varios años (el festival de breakbeat más importante de España), de la promotora Raveart y otros festivales como 1st Dubstep Festival el 16 de febrero de 2013, SevillaBaila 2014 el 3 de mayo de 2014, Festival Universitario de la Primavera el 21 de marzo de 2014, SevillaLand 2014 el 27 de septiembre de 2014. Extremoduro el 4 de octubre de 2014 con la gira "Para todos los públicos", Tendencias Festival en 2015. También Fito & Fitipaldis terminaron la segunda parte de la gira "Huyendo Conmigo de Mí" el 5 de septiembre de 2015 en este estadio, al igual que Alejandro Sanz acabó en España su gira "Sirope" el 26 de septiembre de ese mismo año.
El 10 de mayo de 2016, AC/DC tocaron en el estadio presentando su gira "2016 Rock or Bust World Tour". El 15 de junio, 45 000 personas asistieron al concierto de Manuel Carrasco perteneciente a su gira Bailar al Viento, batiendo el récord del estadio para un artista solista español. El 14 de julio, la banda de heavy metal Iron Maiden tocó como parte de su gira "The Book Of Souls World Tour". Y el 17 de septiembre acogió un multitudinario concierto de la gira "El gusto es nuestro: 20 años", en el que actuaron Joan Manuel Serrat, Miguel Ríos, Ana Belén y Víctor Manuel.
El 24 de junio de 2017, la tonadillera Isabel Pantoja, junto con una orquesta de 90 músicos y el coro de 30 voces de la Sinfónica Hispalense, presentó su último trabajo “Hasta que se apague el sol” ante más de 15 000 espectadores.
El 2 de junio de 2018 albergó un concierto de la gira de los concursantes de la edición de Operación Triunfo 2017.
El 4 de junio de 2022 tocó en el estadio la banda Red Hot Chili Peppers.
El 11 de junio de 2022, el cantante isleño Manuel Carrasco, concluyó su gira "La Cruz del Mapa (Hay que Vivir el Momento)", donde protagonizó el récord de asistencia a un concierto musical de un artista español, siendo su asistencia de 74345 espectadores.
El 9 de julio de 2022, la cantante catalana Rosalía se presentó al público sevillano en el estadio durante su esperado Motomami World Tour. presentó canciones destacadas como "Saoko", "Bizcochito" y, por segunda vez en directo, su éxito mundial "Despechá".
El 15 de septiembre de 2022, la cantante barcelonesa Aitana actuó en el estadio como paso de su gira 11 Razones Mas Tour por la ciudad de Sevilla, presentando canciones como "11 Razones" o la reciente "Otra Vez", canción inédita de la artista que está interpretando en todos los conciertos de esta gira.
El 11 de junio de 2023, Manuel Carrasco congregó a 74.345 personas, siendo así el escenario del concierto más multitudinario realizado en España. En 2023 se celebraron hasta 14 macroeventos musicales, que reunieron a más de 290 000 espectadores.El Puro Latino Sevilla Fest trajo a Nicky Jam, Mike Towers, Maluma J Balvi, Emilia o Juan Magán, entre otros.
El 23 de junio de 2024, el grupo sevillano SFDK actuó en el estadio para conmemorar su 30 aniversario como formación, al que asistieron más de 60.000 personas, siendo el primer grupo sevillano en conseguir tal hazaña.